# Viola mandshurica
Viola mandshurica là một loài thực vật có hoa trong họ Hoa tím. Loài này được W. Becker miêu tả khoa học đầu tiên năm 1917.

## Hình ảnh

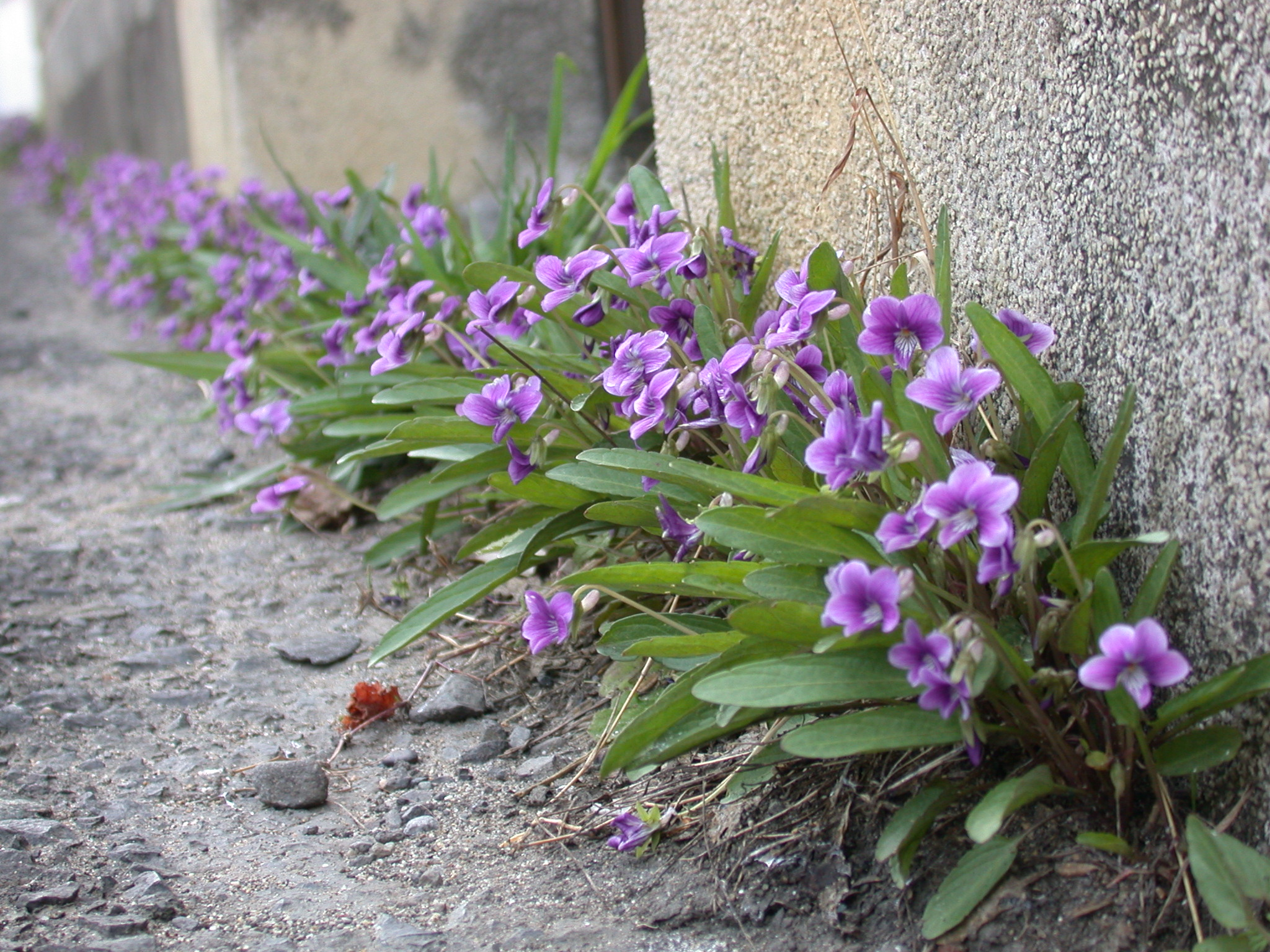
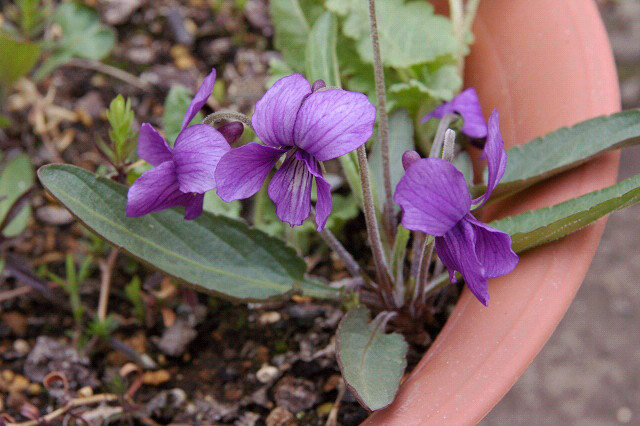
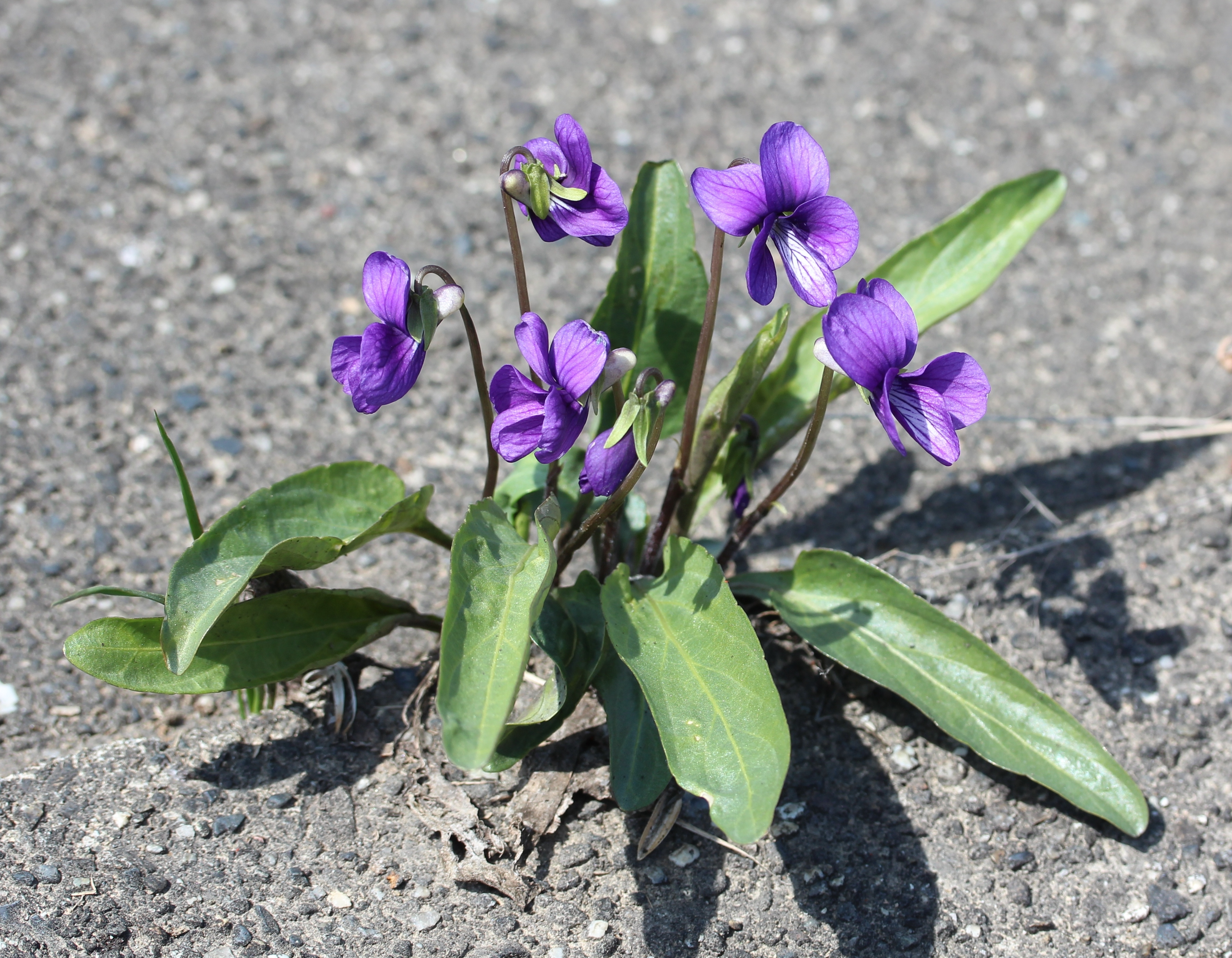
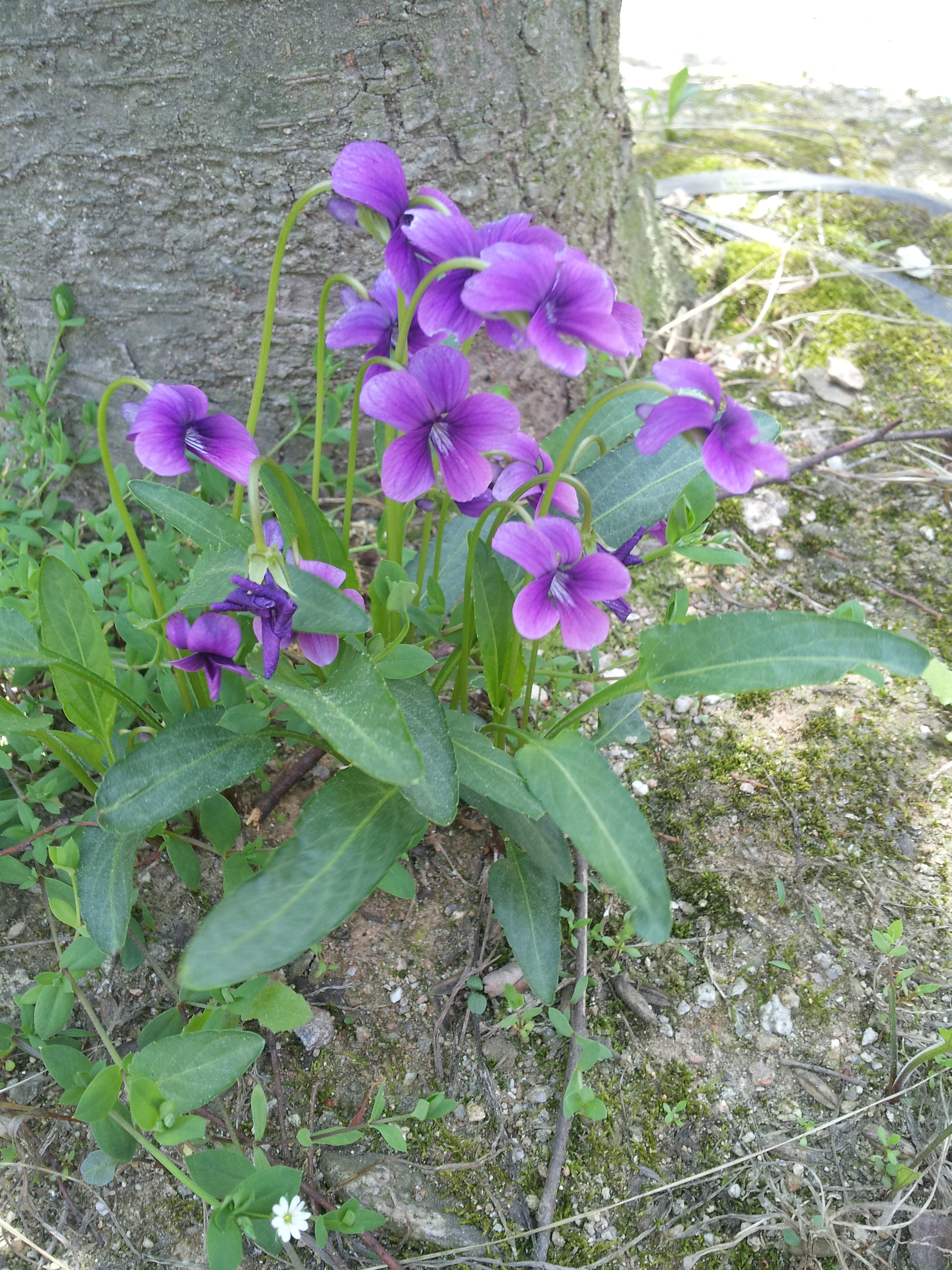